# Manuel Medina Olmos
Beato Manuel Medina Olmos (Lanteira, Granada, 9 de agosto de 1869-Vícar, Almería, 30 de agosto de 1936) fue un sacerdote católico español, obispo de Guadix, asesinado durante la guerra civil española. Considerado mártir por la Iglesia católica, fue beatificado en 1993.

## Biografía

### Primeros años y formación
Nacido en Lanteira en 1869, en el seno de una humilde familia, quedó huérfano de madre a una edad temprana. Realizó estudios de bachillerato entre 1877 y 1882, obteniendo el premio extraordinario de bachiller, sección de Letras, en el Instituto de Almería. Inició sus estudios eclesiásticos en el Seminario de San Torcuato de Guadix, continuándolos en Granada. Obtuvo el doctorado en Filosofía por la Universidad de Granada, y posteriormente en Sagrada Teología en el Seminario Central de Granada, así como en Derecho en la misma universidad.

### Vida sacerdotal y docente
Fue ordenado sacerdote en agosto de 1891, ejerciendo sucesivamente de párroco en el Sagrario de Guadix y de canónigo por oposición en la abadía del Sacromonte de Granada. Colaboró con el padre Manjón en las escuelas del Ave María, siendo a partir de 1895 subdirector de dicha institución.
Desde 1896 impartió clases de Metafísica en la Facultad Civil del Colegio del Sacromonte, donde completó su licenciatura en Derecho el 3 de abril de 1898. Fue nombrado rector del mismo colegio en 1901. Obtuvo la licenciatura en Filosofía y Letras el 26 de septiembre del mismo año en la Universidad de Granada.
Durante estos años escribió un ensayo sobre el fundador de la Abadía del Sacromonte, el arzobispo Pedro Vaca Castro y Quiñones; una comedia infantil titulada La mejor lima social; y varias zarzuelas, entre ellas El día de Inocentes (con música del maestro Francisco Alonso), Los peligros del mentir y La primera gracia. En 1917 publicó además un tratado sobre la obra jurídica del padre Suárez.

### Episcopado
El 14 de diciembre de 1925 fue preconizado obispo auxiliar de Granada, archidiócesis que estaba entonces a cargo del cardenal Vicente Casanova y Marzol. Tres años más tarde fue nombrado obispo de Guadix, tomando posesión el 30 de noviembre de 1928. Entre 1934 y 1935 fue administrador apostólico de la diócesis de Almería.
Realizó entre los años 1929 y 1932 una completa visita pastoral a la diócesis a su cargo. De entre sus cartas pastorales, el propio obispo destacó las dos de 1931 tituladas «La nueva Constitución Española» (29-6-1931) y «El capital y el trabajo» (17-9-1931).

#### Detención y traslado a Almería
Tras el inicio de la guerra civil española, el 23 de julio de 1936, una columna de milicianos de la CNT y comunistas procedentes de Almería, fuertemente armados, sofocó la sublevación en Guadix.  A consecuencia de los enfrentamientos, la zona del palacio episcopal sufrió un gran incendio.

#### Prisión y fusilamiento
El 27 de julio de 1936, tras un registro del palacio arzobispal, fue apresado por un grupo armado encabezado por el alcalde de Guadix David Salvador de UGT. Manuel y otros tres sacerdotes fueron humillados y trasladados por la fuerza en un tren a Almería, donde desde el inicio de la guerra se habían vivido momentos de violencia anticlerical. Fue acogido por el obispo Diego Ventaja en la casa del vicario general. Ambos obispos y otros religiosos alojados en estas dependencias fueron trasladados a la cárcel instalada en el convento de las Adoratrices, y de ahí pasaron sus últimos días a bordo del carguero de mineral Astoy Mendi, utilizado como prisión flotante. Allí fueron obligados a palear carbón y servir las mesas del acorazado Jaime I. A merced del Comité de Presos dirigido por Juan Aguilera de la FAI, al alba del 30 de agosto se produjo la saca de 17 presos del Astoy Mendi, que comprendía además a sacerdotes y seglares. Fueron sacados de Almería en camión y, a la altura del barranco del Chisme (Vícar), fusilados y quemados dos veces con gasolina. Ante las profanaciones de los cadáveres y su directa visión desde la carretera, los vecinos los enterraron. 

#### Exhumación y beatificación
En 1939 los restos de los diecisiete asesinados en el barranco del Chisme fueron exhumados y trasladados a una fosa común en la capilla de san Ildefonso de la catedral de Almería. A consecuencia de la persecución religiosa durante la guerra civil española la diócesis de Guadix permaneció vacante hasta 1942, siendo administrada por el arzobispo de Granada Agustín Parrado.
El proceso de beatificación se inició en 1954, y fue declarado beato por el papa Juan Pablo II el 10 de octubre de 1993, estableciéndose el 30 de agosto como su festividad litúrgica. En 2018 un equipo forense de la Universidad de Granada realizó la identificación varios restos, entre ellos el del cráneo de Manuel Medina, para el que se prepara un relicario para la catedral de Guadix.
Es copatrón de Lanteira, su pueblo natal, donde se saca en procesión su imagen cada 30 de agosto durante las fiestas que se celebran en su honor.

## Obras

### Zarzuelas
- La primera gracia (1904);
- El día de Inocentes (1906);
- Los peligros del mentir (1907).

### Comedias
- La mejor lima social (1908).